# شاه‌زیله
شاه زیله ، روستایی است از توابع بخش مرکزی شهرستان خوسف، واقع در استان خراسان جنوبی که بر اساس سرشماری سال ۱۳۸۵ مرکز آمار ایران، جمعیت آن بالغ بر ۴۶۵ نفر بوده و زادگاه بزرگانی همچون محمد بارانی از سفره داران قدیم میباشد.
در سال ۱۳۸۶ بنا به درخواست اهالی این روستا نام آن به مهدیه تغییر یافت.